# Nymphidium
Genre
Nymphidium est un genre d'insectes lépidoptères de la famille des Riodinidae et de la sous-famille des Riodininae. 
Ils résident en Amérique du Sud.

## Dénomination
Le genre a été nommé par Johan Christian Fabricius en 1807.

## Liste des espèces
- Nymphidium acherois (Boisduval, 1836); présent en Guyane et au Brésil.
- Nymphidium ariari Callaghan, 1988; présent en Colombie.
- Nymphidium ascolia Hewitson, [1853]; présent au Guatemala, en Bolivie et au Brésil.
- Nymphidium aurum Callaghan, 1985; présent au Brésil.
- Nymphidium azanoides Butler, 1867; présent au Costa Rica, en Équateur et au Brésil.
- Nymphidium baeotia Hewitson, [1853]; présent en Guyane, en Guyana et au Brésil.
- Nymphidium balbinus Staudinger, [1887]; présent en Colombie.
- Nymphidium cachrus (Fabricius, 1787); présent en Guyane, en Guyana,  à Trinité-et-Tobago et en Colombie.
- Nymphidium callaghani Brévignon, 1999; présent en Guyane.
- Nymphidium caricae (Linnaeus, 1758); présent en Guyane, en Guyana, au Surinam en Colombie, au Venezuela et au Brésil.
- Nymphidium carmentis Stichel, 1910; présent en Équateur et en Bolivie.
- Nymphidium chimborazium Bates, 1868; présent en Équateur.
- Nymphidium chione Bates, 1867; présent au Brésil.
- Nymphidium colleti Gallard, 2008
- Nymphidium derufata Callaghan, 1985; présent au Surinam.
- Nymphidium fulminans Bates, 1868; présent en Colombie et au Brésil.
- Nymphidium guyanensis Gallard & Brévignon, 1989; présent en Guyane.
- Nymphidium haematostictum Godman & Salvin, 1878; présent au Costa Rica et à Panama.
- Nymphidium hermieri Gallard, 2008.
- Nymphidium hesperinum Stichel, 1911; présent au Pérou.
- Nymphidium latibrunis Callaghan, 1985; présent en Équateur.
- Nymphidium lenocinium Schaus, 1913; présent au Costa Rica et en Colombie.
- Nymphidium leucosia (Hübner, [1806]); présent en Colombie, au Pérou et au Brésil.
- Nymphidium lisimon (Stoll, 1790); présent en Guyane, en Guyana, au Surinam, au Pérou et au Brésil.
- Nymphidium manicorensis Callaghan, 1985; présent en Guyane et au Brésil.
- Nymphidium mantus (Cramer, 1775); présent en Guyane, en Guyana, au Surinam, au Costa Rica, au Venezuela, à Trinité-et-Tobago et au Brésil.
- Nymphidium menalcus (Stoll, 1782); présent en Guyane,  au Surinam et au Venezuela.
- Nymphidium ninias Hewitson, 1865; présent au Brésil.
- Nymphidium nivea Talbot, 1928; présent au Brésil.
- Nymphidium olinda Bates, 1865; présent à Panama, au Venezuela et au Brésil.
- Nymphidium omois Hewitson, 1865; en Amazonie.
- Nymphidium onaeum Hewitson, 1869; présent au Honduras et à Panama.
- Nymphidium plinthobaphis Stichel, 1910; présent au Brésil et au Pérou.
- Nymphidium smalli Callaghan, 1999; présent à Panama.
- Nymphidium strati Kaye, 1925; présent à Trinité-et-Tobago.
- Nymphidium trinidadi Callaghan, 1999; présent à Trinité-et-Tobago.
- Nymphidium undimargo Seitz, 1917; présent au Brésil.